# Брянковский рудоремонтный завод
Брянковский рудоремонтный завод — промышленное предприятие в городе Брянка Луганской области.

## История
Рудоремонтный завод в посёлке Брянка был построен и введён в эксплуатацию в ходе индустриализации СССР.
В ходе боевых действий Великой Отечественной войны и немецкой оккупации (12 июля 1942 - 2 сентября 1943 гг.) поселок серьёзно пострадал, а перед отступлением немецких войск рудоремонтный завод был практически полностью разрушен гитлеровцами.
5 ноября 1944 года в Брянке прошла районная партийная конференция, посвящённая вопросам восстановления экономики района, которая подвела итоги первого года ремонтно-восстановительных работ и утвердила приоритеты в восстановлении предприятий. В конце 1944 года рудоремонтный завод был отстроен и возобновил работу.
В целом, в советское время рудоремонтный завод входил в число крупнейших предприятий города.
После провозглашения независимости Украины государственное предприятие было преобразовано в общество с ограниченной ответственностью.

## Современное состояние
Завод специализируется на изготовлении и капитальном ремонте горно-шахтного, энергетического, металлургического оборудования, а также литейном производстве металлоконструкций различной конфигурации, размера и степени сложности. 
Имеет в своем составе пять производственных цехов: металлоконструкций, металлообработки, горно-шахтного оборудования, литейный и механосборочный.